# جيوفري هيل
جيوفري هيل (17 سبتمبر 1934 - 13 مارس 2012) (بالإنجليزية: Geoffrey Hill)‏ هو لاعب كريكت بريطاني.